# Walter Teller
Walter Teller (* 10. Oktober 1928 in Essen; † 10. Februar 1999) war ein deutscher Pädiater.

## Leben
Tellers Eltern waren der Regierungsbaumeister Dr.-Ing. Paul Teller und seine Ehefrau Edith geb. Schuhmacher. Der Zweite Weltkrieg führte 1939 zum frühen Tod des Vaters. Die Mutter musste vier kleine Kinder allein durchbringen. Als Flakhelfer wurde Walter Teller 1944 zum Reichsarbeitsdienst abgerufen und noch im März 1945 zur Infanterie der Wehrmacht eingezogen. Durch die Luftangriffe auf das Ruhrgebiet in Essen ausgebombt, zog die vaterlose Familie nach Mülheim an der Ruhr. Dort besuchte Teller das Städtische Gymnasium. Nach dem Abitur immatrikulierte er sich an der Julius-Maximilians-Universität Würzburg für Medizin. Als Stipendiat bestand er nach fünf Semestern das Physikum mit erstklassigem Ergebnis. Zum Sommersemester 1951 wechselte er an die Albert-Ludwigs-Universität Freiburg. Bei der Rekonstitution des Corps Hasso-Borussia Freiburg wurde er Fuchs des Corps. Als Inaktiver wechselte er an die Ruprecht-Karls-Universität Heidelberg. 1954 wurde er in Freiburg zum Dr. med. promoviert. Die ersten Jahre als Arzt verbrachte er in Altoona (Pennsylvania), am Physiologisch-Chemischen  Institut der Medizinischen Akademie Düsseldorf und an der Mayo Clinic. Es  folgte eine pädiatrische Ausbildung am Boston Children’s Hospital und an der Harvard Medical School. Zurück in Deutschland, habilitierte er sich in Marburg bei Friedrich Linneweh für Pädiatrie und Pädologie. Bei Horst Bickel in Heidelberg war er kurzzeitig Oberarzt und Abteilungsleiter für Pädiatrische Endokrinologie. 1968 folgte er dem Ruf der Universität Ulm auf ihren Lehrstuhl für Kinderheilkunde. Von 1979 bis 1981 war er Prorektor. Er betreute 14 Habilitationen. Zwei Oberärzte kamen auf Lehrstühle. Er war Ehrenmitglied oder Korrespondierendes Mitglied von pädiatrischen Fachgesellschaften in Deutschland, Ägypten, Ungarn, Finnland, Österreich und Paraguay, in der Schweiz und in den Vereinigten Staaten. 1978/79 war er Präsident der Europäischen Gesellschaft für Pädiatrische Endokrinologie. 1989 leitete er die 85. Jahrestagung der Deutschen Gesellschaft für Kinderheilkunde. Nach 28 Dienstjahren wurde er emeritiert. Seine Abschiedsvorlesung am 21. März 1997 stand unter dem Thema „Wachstum und Entwicklung – ein Naturgesetz“. Im selben Jahr stellte er sich seinem Corps als Vorsitzender der Altherrenschaft zur Verfügung. Seine letzte große Reise führte ihn 1998 nach Marco Island, zum Erstchargierten seiner Fuchsenzeit. Teller starb mit 70 Jahren beim Skilanglauf.
Verheiratet war Teller seit 1958 mit Ursula geb. Heidenhain. Aus der Ehe gingen eine Tochter und zwei Söhne hervor.

## Gastprofessuren
- Universität Kairo
- Universität Alexandria
- Universität Helsinki
- University of Dundee
- Erasmus-Universität Rotterdam
- Universität Leiden
- Semmelweis-Universität

## Auszeichnungen
- Adalbert-Czerny-Preis der Deutschen Gesellschaft für Kinderheilkunde
- Harold-Copp-Preis der Deutschen Gesellschaft für Osteologie
- Medaille der Ben-Gurion-Universität im Negev